# ناوشکن کلاس دهلی
دیسترویر کلاس دهلی (به انگلیسی: Delhi-class destroyer) یک کلاس از کشتی است که طول آن ۱۶۳ متر (۵۳۵ فوت) می‌باشد.